# Protestas en Perú de marzo-abril de 2022
Las protestas en Perú de 2022 empezaron el 28 de marzo de 2022, cuando transportistas de carga pesada, convocados por la Unión de Gremios del Transporte Multimodal del Perú (UGTRANM) y el Gremio Nacional de Transportistas y Conductores (GNTC), iniciaron un paro indefinido en más de seis regiones del país, frente al alza del precio del combustible, el costo de los peajes y el incumplimiento de los acuerdos del 3 de noviembre de 2021 por el Poder Ejecutivo. Como medida de protesta, los camioneros mantuvieron bloqueadas las principales vías del país. También se registraron actos vandálicos contra la propiedad privada e instituciones públicas, saqueos y agresiones a las fuerzas del orden, luego de algunos consejos descentralizados por parte del gobierno, las protestas culminaron el 18 de abril de 2022
La lenta coordinación y falta de liderazgo del gobierno para dar solución a los problemas y las demandas de los protestantes, y una declaración por parte del presidente sobre los motivos de las protestas, hicieron que las manifestaciones se tornaran cada vez más violentas. Se reportaron ocho personas fallecidas.

## Antecedentes

### Pandemia de COVID-19
Como resultado del estancamiento económico durante la pandemia de COVID-19 en Perú, entre el diez y el veinte por ciento de los peruanos entraron en la pobreza en 2020, revirtiendo una década de reducción de la pobreza en el país y resultando con una tasa de pobreza de 30,1 % ese año. Según el Instituto de Economía y Desarrollo Empresarial (IEDEP) de la Cámara de Comercio de Lima, la clase media del país se redujo a casi la mitad del 43,6 % en 2019 al 24 % en 2020 debido a la crisis.

### Cofradía del Pisco
El dirigente de la Unión de Gremios del Transporte Multimodal del Perú (UGTRANM), Geovani Rafael Diez Villegas, se reunió con el presidente Castillo en agosto de 2021 en representación de la Sociedad Nacional de Industrias (SNI), una organización patronal manufacturera. Debido al poder que tiene Diez Villegas dentro de Perú, El Comercio lo describió como un "ministro paralelo" del Ministerio de Transportes y Comunicaciones de Perú (MTC), y el periódico escribió que "Tiene el poder decisión sobre los reglamentos que publica el MTC y se pasea por ese ministerio desde hace tres gestiones como si fuera su casa”. En septiembre de 2021, se descubrieron conversaciones lideradas por Ricardo Márquez Flores, presidente de SNI, dirigentes de UGTRANM, políticos de oposición y algunos empresarios, lo que se denominaría como la «Cofradía del Pisco» y planificaron diversas acciones, como la financiación de huelgas y medios de comunicación para desestabilizar al gobierno, provocando así la dimisión o vacancia presidencial.
Cinco organizaciones gremiales de Lima y Callao anunciaron un paro indefinido para el lunes 8 de noviembre debido al alza del combustible. Demandaron estabilidad jurídica y la erradicación de la informalidad. El día miércoles 3 de noviembre los transportistas se reunieron con el ministro de Transporte y Comunicaciones, Juan Francisco Silva, el ministro de Justicia y Derechos Humanos, Aníbal Torres, y la ministra de Desarrollo e Inclusión Social, Dina Boluarte. Tras la reunión, los transportistas acordaron suspender el paro. Los representantes del gobierno acordaron tomar acciones en relación con las autorizaciones de rutas dispuestas en la Ley n.° 27181 (Ley General de Transporte y Tránsito Terrestre), al proceso de aprobación para la inclusión del combustible en el fondo de estabilización, continuar con la reestructuración de la Autoridad de Transporte Urbano para Lima y Callao (ATU) y de la Superintendencia de Transporte Terrestre de Personas, Carga y Mercancías (SUTRAN), y acceso al Fondo de Inclusión Social Energético (FISE) del Ministerio de Transportes y Comunicaciones (MTC), con el objetivo de que los transportistas conviertan sus vehículos diésel a GLP.

### Oposición
En octubre de 2021, el sitio web El Foco publicó grabaciones que revelaron un chat grupal de WhatsApp filtrado, con Bruno Alecchi del Comité Permanente de Transporte del SNI reenviando mensajes del líder de la UGTRANM Geovani Rafael Diez Villegas sobre una huelga de transporte organizada para el 8 de noviembre de 2021 y compartió ideas de apoyo, siendo mencionado en la charla el presidente del SNI y exvicepresidente del Perú junto a Alberto Fujimori, Ricardo Márquez Flores. Los planificadores también estaban discutiendo propuestas para pagar las protestas y la compra de medios para apoyar su esfuerzo por destituir a Castillo de su cargo. El Foco informó que descubrieron que un fujimorista llamado Vanya Thais que creó la operación mediática «Freedom Project» también había estado en contacto con el grupo. Después de que se filtraron los mensajes, otras filtraciones mostraron que los miembros del chat grupal advirtieron que abandonaran el grupo debido al monitoreo de los medios. El SNI luego publicaría una declaración de que las opiniones personales de los individuos en su organización no representaban a la entidad como un todo.

### Invasión rusa de Ucrania
La inflación de los bienes básicos junto con el aumento de los precios de los fertilizantes y combustibles como resultado de las sanciones internacionales a Rusia por la invasión de Ucrania enfureció a los peruanos rurales, cambiándolos de su posición de apoyo a Castillo a protestar contra su gobierno. Los peruanos recién empobrecidos por la pandemia del COVID-19 se vieron muy afectados por las consecuencias de las sanciones a Rusia, redirigiendo los políticos derechistas del Perú este descontento hacia el presidente Castillo.
El día 15 de marzo los gremios de transportistas de Lima y Callao anunciaron un paro de 24 horas para el jueves 17 de marzo. La medida anunciada fue en protesta por el incumplimiento del acuerdo con los representantes del Ejecutivo del 3 de noviembre del año anterior.
El día 16 de marzo los representantes de los transportistas de Lima y Callao acordaron en una reunión ante el nuevo ministro de Transportes y Comunicaciones, Nicolás Bustamante, y la jefa de la ATU, María Jara, la suspensión del paro previsto para el día jueves. Los representantes de los gremios del sector transportes demandaron estabilidad jurídica, la devolución del impuesto selectivo al consumo (ISC) y la erradicación de la informalidad. El ministro solicitó una tregua debido a que acababa de ser designado para el cargo el 4 de marzo, menos de dos semanas antes. Emeterio Valdiviezo, presidente de la Asociación de Empresas del Callao, indicó que las empresas estaban al borde de la quiebra y, por ello, requerían la intervención del ministerio del sector. Los transportistas advirtieron que, en caso de que no se cumpliera con sus demandas, 200 empresas y 20 000 unidades iniciarían un paro indefinido.

### Paro de 48 horas en Morococha
Los pobladores de Morococha anunciaron un paro de 48 horas para los días 24 y 25 de marzo de 2022 como protesta contra la Empresa Minera Chinalco, quejándose de que la empresa no fomenta el trabajo en el distrito y en su lugar preferiría contratar a trabajadores de otras regiones y países, lo cual estaría ocasionando el despoblamiento del distrito, por la contaminación ambiental que genera esta empresa y por el despido masivo de casi 1000 trabajadores de las empresas Austria Duvaz y Argentum cuando Chinalco decidió no ampliar la cesión de uso de terrenos de su concesión en que están ubicadas instalaciones de otras mineras, por estos motivos y abusos de la empresa Chinalco, los comuneros, mineros y otros pobladores acataron un paro de 48 horas durante los días 24 y 25 de marzo, bloqueando ambos carriles de la carretera central con piedras, troncos y neumáticos a la altura del kilómetro 147, donde se ubica la comunidad de Pucará. El 25 de marzo llegaron a Pucara el abogado Robinson Barreto, Jefe del gabinete de asesores del Ministerio de Energía y Minas (Minem) y Miguel Espinoza Salvatierra, coordinador de la macrorregión centro oficina central de Gestión Social del Minem, se instaló una mesa de diálogo y se levantó el paro.
El día sábado 26 de marzo, Magno Salas Montiel, vicepresidente del Gremio Nacional de Transportistas de Carga Pesada (GNTC), anunció el inicio del paro indefinido el día lunes 28 de marzo en protesta ante el incremento del precio del combustible y el alto costo de vida.

## Cronología

### 28 de marzo
El Gremio Nacional de Transportistas de Carga (GNTC) inició el lunes 28 de marzo un paro nacional indefinido por el alza del precio del combustible, debido a que este incremento en los productos hace que su negocio ya no sea rentable, de igual manera los transportistas acordaron exigir que se cumpla el acta firmada con el exministro del MTC, Juan Silva, el pasado 7 de noviembre de 2021. Desde tempranas horas del día, cientos de manifestantes bloquearon la carretera Panamericana Sur en varios puntos de la región Ica, así mismo se acató el paro en otras regiones y ciudades entre ellas Junín, Ayacucho, Piura, Ancash, y otras regiones, bloqueando sus principales carreteras con árboles, piedras y llantas quemadas.
En la provincia de Concepción, departamento de Junín, una mujer murió luego de ser atropellada por el conductor de una camioneta. En rechazo a este accionar, los transportistas que presenciaron el hecho voltearon y apedrearon la camioneta.

### 29 de marzo
Más de 40 vías, en 9 regiones del país, amanecieron bloqueadas, según informó la Policía Nacional del Perú (PNP) y el Ministerio del Interior. El Ministerio Público, a través de la Fiscalía de la Prevención del Delito, instó a los transportistas a que liberen las vías, pues de lo contrario serán denunciados penalmente por el delito de bloqueo de vías de comunicación nacionales.
Se registró la muerte de un civil en el distrito de Pilcomayo, provincia de Huancayo, falleció atropellado cuando un conductor huía de los manifestantes.

### 30 de marzo
Se registraron bloqueos en Junín, La Libertad, Piura, Puno, Cusco, Cajamarca, Ayacucho, Arequipa y Áncash. La PNP, a través de su cuenta de Twitter, dio a conocer que a través de sus unidades operativas viene desarrollando una labor preventiva para despejar, mantener y restablecer las vías, priorizando el diálogo con los transportistas a fin de evitar el costo social.
Agricultores y ganaderos anunciaron que se sumaban al paro nacional de transportistas debido al alza de los fertilizantes, bloqueando desde tempranas horas el Puente La Breña en Huancayo.

### 31 de marzo
Según el primer boletín de la Sutran, a través de sus redes sociales, las regiones afectadas por el bloqueo de vías nacionales son: Piura, Cajamarca, Ayacucho, Áncash, Junín, Arequipa, Apurímac y Puno. El gobierno de Perú anunció la creación de una "comisión de diálogo" para atender las demandas de los transportistas de carga pesada. El primer ministro, Aníbal Torres, mencionó que el alza del combustible no es un asunto íntegramente nacional, sino también "para el resto del mundo, y se debe a la guerra entre Rusia y Ucrania, que ha determinado el incremento del precio del petróleo y de los combustibles en general", además declaró que "si bien sube el precio del pollo, pero baja el precio del pescado, especialmente del jurel, hay que acostumbrarnos a consumir esos productos".

### 1 de abril (Inicio de las Protestas Sociales)
En la ciudad de Huancayo, cientos de personas se unieron al paro de transportistas. Parte de los manifestantes se congregaron en los exteriores del gobierno regional de Junín exigiendo hablar con el gobernador, Fernando Orihuela, sin embargo, luego de unos momentos, la policía empezó a lanzar bombas lacrimógenas. Ante ello, los manifestantes dispersados lanzaron piedras a los exteriores de la Municipalidad Provincial de Huancayo y a la sede del Gobierno Regional de Junín, dañaron cajeros automáticos y saquearon los supermercados Metro y Plaza Vea, el centro comercial Real Plaza, una farmacia y una agencia bancaria. La policía hizo uso de bombas lacrimógenas y perdigones para dispersar a los manifestantes. Una periodista de Panamericana Televisión resultó herida por los enfrentamientos.
Los ministros de Comercio Exterior y Turismo, Roberto Sánchez; Desarrollo Agrario y Riego, Óscar Zea; y Cultura, Alejandro Salas, arribaron a la ciudad de Huancayo para instalar una mesa de diálogo. Mientras que a la ciudad de Arequipa llegaron los ministros de Energía y Minas, Carlos Palacios; Agricultura, Carlos Sabino; y de Transportes y Comunicaciones, Nicolás Bustamante.
Se registró la muerte de un menor de 13 años, falleció ahogado en el río Yacus en Jauja.

### 2 de abril
El exgobernador regional de Junín Vladimir Cerrón denunció que un grupo de 10 manifestantes atacó su domicilio ubicado en la ciudad de Huancayo. Seis ministros del gobierno de Castillo llegaron a Huancayo para establecer una mesa de diálogo con el apoyo del arzobispo de Huancayo, Pedro Barreto, en el Coliseo Wanka. Los ministros y dirigentes del sector de transportes firmaron un acta de compromisos, entre los cuales el gobierno se compromete a reducir el precio de los hidrocarburos y los dirigentes a desbloquear las vías ocupadas.
Se registraron algunos enfrentamientos en Huancayo, la policía hizo uso de perdigones hiriendo a varios manifestantes, los cuales fueron internados en el Hospital Carrión, se registró que uno de los heridos perdió la visión del ojo derecho.

### 4 de abril
Pese a la tregua de 5 días que se dio con el sector de transporte y agrario en Huancayo, la Unión de Gremios de Transporte Multimodal del Perú (UGTRANM) y agricultores del norte, centro y sur del país continuaron con sus medidas de protesta. Ciudadanos reportaron alertas de saqueos en mercados mayoristas como Tres Regiones, Unicachi y Huamantanga, todos ubicados en Lima Norte. En la Carretera Central, un vehículo de Latina Televisión fue atacado por los manifestantes con piedras, se saquearon 2 minimarkets en Ica, y en diversas partes del país se produjeron bloqueos, enfrentamientos y saqueos. Ante ello, el ministro de Cultura, Alejandro Salas, dijo que no tolerarán más y que se están evaluando tomar ciertas medidas para detener las protestas, como la declaratoria de emergencia en algunos lugares del país.
A través de un mensaje a la Nación, el presidente de la República, Pedro Castillo, anunció que el Consejo de Ministros decretó declarar en estado de emergencia la provincia de Lima y Callao, además de toque de queda desde las 2:00 a. m. hasta las 11:59 p. m. del martes 5 de abril.

### 5 de abril
La Defensoría del Pueblo presentó un habeas corpus ante el juzgado constitucional de la Corte Superior de Justicia de Lima para dejar sin efecto la medida de inmovilización obligatoria adoptada por el Poder Ejecutivo, debido a que "vulnera el derecho fundamental a la libertad de tránsito y los principios de necesidad, razonabilidad y proporcionalidad". El alcalde de Lima, Jorge Muñoz, también presentó un habeas corpus, contra el presidente y cuatro ministros. El Congreso de la República exigió al Poder Ejecutivo "no recurrir a medidas que restringen derechos fundamentales, como salida para solucionar esta crisis" y derogar el Decreto Supremo N.º 034-2022-PCM que declara la inmovilización obligatoria en Lima y Callao.
En Huánuco, 2 mil agricultores se unieron al segundo día de paro acatado en dicha región. En la tarde decenas de protestantes intentaron tomar el centro comercial Real Plaza; la policía intervino para evitar que sea saqueado. Se registró el fallecimiento de un joven de 18 años, quien fue impactado por un gas lacrimógeno en la cabeza. En varios distritos de Lima se realizó un cacerolazo en rechazo a la inmovilización obligatoria. La Línea 1 del Metro de Lima suspendió sus servicios en todas las estaciones hasta nuevo aviso.
Acompañado de sus ministros, el presidente Pedro Castillo acudió por la tarde al Congreso y sostuvo una reunión con los integrantes de la Mesa Directiva y la Junta de Portavoces. Castillo anunció que dejaría sin efecto la inmovilización obligatoria en Lima y Callao, luego se retiró asegurando que se dirigiría a Palacio de Gobierno para firmar el Decreto Supremo que concretaría la derogatoria. Cientos de manifestantes se enfrentaron con la policía en un intento por llegar al Congreso. Luego, saquearon dos tiendas Tambo, atacaron la sede del Jurado Nacional de Elecciones, de la Corte Superior de Justicia de Lima y destruyeron el frontis de la sede del Ministerio Público ubicado en la avenida Abancay, en el Centro de Lima. 25 policías resultaron heridos por los enfrentamientos.

### 6 de abril
En Ica, manifestantes volvieron a bloquear la Panamericana Sur, tirando piedras a varios buses que se encontraban inmovilizados. Se reportó la presencia de manifestantes armados durante los enfrentamientos. Durante la mañana decenas de manifestantes intentaron tomar la comisaría Pampas Villacuri en Salas, situada en el kilómetro 278 de la Panamericana Sur; en respuesta, 2 efectivos policiales salieron a repeler el ataque, pero fueron retenidos por la población. Otro policía fue tomado de rehén, el cual luego fue «canjeado» por un dirigente. Por los enfrentamientos generados en Ica se registraron 2 muertos y 15 heridos, entre policías y manifestantes en respuesta a dichos disturbios. El ministro de Defensa, José Luis Gavidia, comunicó que se desplazaban alrededor de 500 efectivos policiales a Ica para restablecer el orden.
El Sindicato Único de Trabajadores de la Educación del Perú (SUTEP) anunció movilizaciones para el jueves 7 de abril, en vista de los incumplimiento de compromisos por parte de Pedro Castillo, pidiendo también «acabar con la improvisación» y nombrar a ministros idóneos para sus cargos. El Secretario General del SUTEP, Lucio Castro, dijo: «El presidente o cambia, enmienda sus errores o simplemente se le acaba el oxígeno y renuncia». De igual forma, la Confederación General de trabajadores del Perú (CGTP) anunció el pasado 1 de abril que iniciarían una jornada de protestas el día jueves 7 de abril. El Ministerio Público abrió una investigación por las muertes sucedidas en Junín y comenzaron una indagación preliminar contra 37 detenidos por el presunto delito de disturbio agravado y otros.

### 7 de abril
El gobierno declaró en estado de emergencia la Red vial nacional durante 30 días. En el Coliseo Wanka, ubicado en Huancayo, se llevó a cabo el IV Consejo Ministerial Descentralizado. Tanto el coliseo como otras partes de la ciudad fueron protegidas por cientos de policías y militares que llegaron en la madrugada. El presidente Pedro Castillo llegó al medio día al Coliseo Wanka, pidió disculpas y dio el pésame a las familias que perdieron a seres queridos durante las protestas. Torres y Castillo anunciaron que presentarían un proyecto de ley contra los monopolios, uno de amnistías para transportistas, y uno para reducir el sueldo del presidente, ministros y congresistas.
El SUTEP, la CGTP, la Confederación Intersectorial de Trabajadores Estatales del Perú (CITE), y otros gremios de trabajadores se movilizaron contra el gobierno en diferentes ciudades del país.

### 8 de abril
Se llevó a cabo un Consejo Ministerial Descentralizado en Puno en el Coliseo Huancané, los ministros llegaron a tempranas horas del día, mientras que el presidente Pedro Castillo llegó a mediodía, el presidente dio algunos proyectos para solucionar los problemas que aquejan a la población de Puno y a la población en general, también prometió que cada 15 días visitaría la región Puno y también que la próxima quincena tendrá una Reunión bilateral con Bolivia para la masificación del gas en Puno y macrorregión sur, y posteriormente tanto el como sus ministros se retiraron de Puno.
En Arequipa, Consejo Nacional de Transporte Terrestre (CNTT) informo que el lunes se decidiría una paralización del transporte interprovincial a nivel nacional, cuestionan el decreto supremo que formaliza al transporte M1 y M2 lo cual podría terminar por hundir a las empresas de buses, se reunirían con el Primer Ministro Aníbal Torres y en caso de que no se realicen modificaciones iniciaran el paro indefinido.

### 14 de abril
el Sindicato Unificado de Controladores de Tránsito Aéreo del Perú (SUCTA) inicio una huelga este jueves hasta el próximo sábado, entre sus demandas estaba la falta de personal y el extenso horario de trabajo, que en ocasiones puede llegar a las 24 horas. Un número no precisado de vuelos fue cancelado y dos aviones comerciales se vieron obligados a regresar a Lima desde la ciudad sur andina de Cusco, sin embargo tras conversaciones con el presidente del directorio del Sindicato de Controladores de la Corporación de Aeropuertos (CORPAC), Jorge Perlacios, se levantó el paro y los vuelos se retomarán de forma «inmediata», informó el Ministerio de Trabajo.

### 18 de abril
Organizaciones sociales de trabajadores civiles y agrarios, además del gremio de turismo del Cusco acatan un paro total de 48 horas por diversos reclamos, lo que ha generado el bloqueo de las vías del tren que van a la ciudadela inca de Machu Picchu así como diversas vías de acceso, tras la llegada de una comitiva del Poder Ejecutivo a la región Cusco, autoridades y organizaciones lograron la firma de un acta de acuerdos tras las protestas anunciadas por las comunidades de la zona sin embargo las organizaciones sociales acordaron seguir con el paro de 48 horas.

## Consecuencias

### Educación
Las clases presenciales, que se reanudaron luego de dos años debido a la pandemia de COVID-19, se tuvieron que suspender en diferentes colegios públicos y privados de Lambayeque, Cuzco, Huancayo, La Libertad, Ica, Lima, Callao, Áncash, Huánuco, Piura, Arequipa, Huancavelica, entre otros.

### Deporte
Algunos partidos de la Liga 1 tuvieron que postergarse debido al bloqueo de carreteras.

### Desinformación
A partir del lunes 4 de abril se difundieron por redes sociales vídeos y mensajes falsos que alertaban riesgos de saqueos en Lima y Callao, por lo que los comerciantes de mercados y centros comerciales optaron por cerrar sus puestos para evitar el pillaje de su mercadería. Uno de los principales lugares que amanecieron con el comercio clausurado fue el emporio de Gamarra, en el distrito de La Victoria y en el distrito de Chorrillos. Otro de los centro comerciales que cerró ante el pánico de saqueos fue Polvos Azules.

### Fallecidos
Se han registrado ocho fallecidos por el paro nacional de transportistas, entre ellos se encuentra un menor de 13 años.
El lunes 28 de marzo se registró la muerte de Candy Magaly Hinostroza de la Cruz (31), una joven profesora que se encontraba protestando en el puente Balsas en Concepción, fue atropellada por un conductor que intentaba cruzar el bloqueo.
El martes 29 de marzo se registró una segunda muerte en Pilcomayo, un conductor atropelló a 2 personas mientras huía de los manifestantes, una de las víctimas llevó la peor parte y falleció antes de llegar al hospital.
El viernes 1 de abril se registró la muerte de un menor de 13 años, quien mientras huía de la policía por disturbios provocados en el aeropuerto Francisco Carle en Jauja, cayó por accidente al río Yacus donde falleció ahogado.
El domingo 3 de abril, el ministro de Comercio Exterior y Turismo, Roberto Sánchez informó sobre un cuarto fallecido, un maestro quien no pudo llegar a un tratamiento médico (diálisis) debido a que las vías se encontraban inhabilitadas.
El martes 5 de abril, el gobernador regional de Lima, Ricardo Chavarría, confirmó la muerte de un ciudadano que estaba siendo trasladado de emergencia en una ambulancia hacia un hospital, pero debido a los bloqueos no pudo pasar y lamentablemente falleció. El mismo día se registró la muerte de Alexander Trujillo Nolasco, un joven de 18 años de Huánuco quien habría sido impactado en la cabeza por un proyectil de gas lacrimógeno, lanzado por un miembro de la PNP.
El miércoles 6 de abril de 2022 se registró la muerte de Jhonny Quinto Contreras (25) quien habría recibido un impacto de proyectil en la cabeza. Poco después la Coordinadora Nacional de Derechos Humanos de Perú, denunció a Efe la muerte de otra persona en Ica, y subrayó que los dos fallecidos perdieron la vida por disparos de la Policía.

## Reacciones
Políticos y grupos de derechos humanos criticaron el toque de queda impuesto por el gobierno de Castillo el 5 de abril. Además de la prensa de Lima, BBC Mundo y otros medios extranjeros también cubrieron los hechos.
Verónika Mendoza, líder del partido de izquierda Juntos por el Perú, y entonces aliada de la administración de Castillo, criticó el toque de queda afirmando que “El Gobierno no solo ha traicionado las promesas de cambio por las que el pueblo lo eligió, sino que ahora repite el método derechista de 'resolución de conflictos': desconociendo a quienes se movilizan expresando su legítimo malestar por la situación económica y política, reprimiendo, criminalizando y restringiendo derechos”. El expresidente Martín Vizcarra instó a Castillo a renunciar a su cargo. El gobierno de Castillo dijo que el toque de queda estaba justificado debido a informes de inteligencia de violencia planificada.
Por otra parte, Vladimir Cerrón, aliado de gobierno en la facción del ala dura de Perú Libre, respondió a Mendoza: "la traicionó desde que usted se coló en el Gobierno de Perú Libre, con sus ambiciones personales y de grupo, con su copamiento del gabinete, impidiendo se implemente el programa del Partido, lavándole la cabeza al presidente, cumpliendo su papel de agente de la derecha". Mientras que el expresidente Manuel Merino, gobernante que ocupó brevemente la presidencia luego de la vacancia a Vizcarra, cuestionó a políticos como Francisco Sagasti, Mirtha Vásquez, Julio Guzmán, Alberto de Belaunde, Gino Costa, Verónika Mendoza y Sigrid Bazán que guarden silencio ante los fallecidos a diferencia de las muertes de Brian Pintado e Inti Sotelo en su corta gestión de 2020.

### Controversias por comentarios de políticos
El presidente Pedro Castillo el 31 de marzo acusó a los manifestantes de "malintencionados y pagados por algunos dirigentes y cabecillas". El 2 de abril el jefe de Estado pidió disculpas por sus expresiones y tildó la situación como un "malentendido".
Tanto desde el gobierno como desde la oposición se dieron comentarios controversiales y poco atinados, el presidente del Consejo de Ministros, Aníbal Torres, y los ministros del Interior, Alfonso Chávarry, Cultura, Alejandro Salas y Justicia, Félix Chero minimizaron las acusaciones de brutalidad policial que ocasionó víctimas familiares y afirmaron que habían «desestabilizadores» y «extranjeros infiltrados» entre los manifestantes, Torres también exculpó a las fuerzas de seguridad, afirmando que no hubo perdigones. El ministro de Defensa, José Luis Gavidia, fue más indulgente en su comentario al decir que "no hubo nada más, son cuatro».
Jorge Montoya, parlamentario del partido de oposición Renovación Popular, mostró apoyo al anuncio de toque de queda de Castillo informando «que hoy se tenía pensado saquear Lima, bajar de los cerros a saquear la ciudad», estos comentarios fueron tildados de «declaraciones no apropiadas» por otros políticos de derechas como la parlamentaria Norma Yarrow.
El jefe del Gabinete, Aníbal Torres hizo una declaración ante un medio internacional: «Nuestra Policía, hay que reconocer, no existe en el número suficiente. De otro lado, su preparación, también lo reconocemos, es deficiente», ante esto el ministro del Interior Alfonso Chávarry afirmó que las críticas del premier Aníbal Torres hacia la institución policial le afectaron a él y al honor de 140 mil policías: «Quiero defender a la Policía Nacional. Estamos en un país demócrata donde cada uno tiene el derecho a hablar de acuerdo a lo que piensa, pero yo no puedo permitir que ofendan a mi Policía Nacional, que hagan declaraciones ante un medio extranjero hablando mal de la Policía».